# KV19
A KV19, no Vale dos Reis em Egito, foi construída para o príncipe Ramessés Sethherkhepshef, mais conhecido como o faraó Ramessés VIII, mas ela foi usada posteriormente como a tumba do príncipe Mentuerquepexefe,filho de Ramessés IX, que morreu durante o reinado de Ramessés X.
O primeiro corredor foi deixado incompleto ainda durante a construção, e a tumba foi usada como ela estava. A decoração, de alta qualidade, mostra o dono da tumba ao lado de seu pai sendo apresentado a vários deuses, incluindo Osíris, Quespisiquis, Tote e Ptá.